# 多斯
多斯（法語：Dausse，法語發音：[dos]）是法国洛特-加龙省的一个市镇，属于洛特河畔新城区。

## 地理
多斯（44°23'1"N, 0°53'24"E）面积6.94 平方千米，位于法国新阿基坦大区洛特-加龍省，该省份为法国西南部内陆省份，北起多爾多涅省，西接吉倫特省和朗德省，南至热尔省，东临塔恩-加龙省和洛特省。
与多斯接壤的市镇（或旧市镇、城区）包括：瓦莱耶、卡济德罗克、佩讷达日奈、特雷蒙。

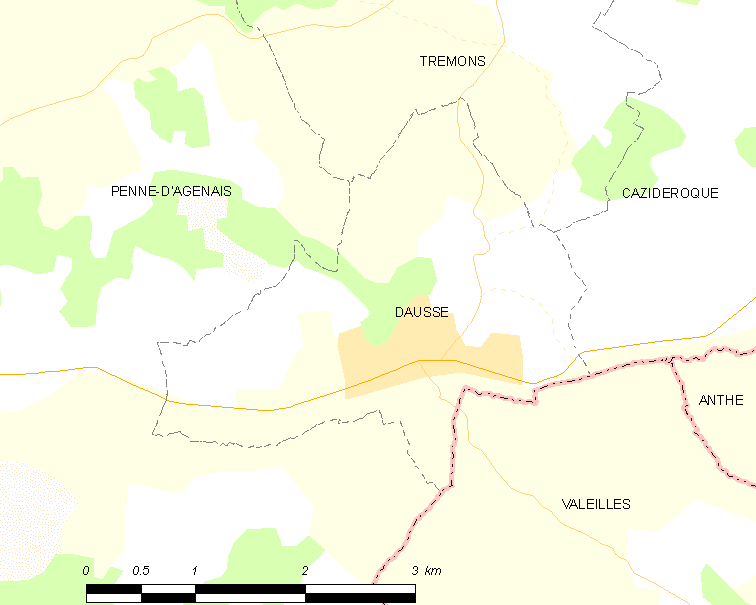
多斯的OSM定位图

多斯的时区为UTC+01:00、UTC+02:00（夏令时）。

## 行政
多斯的邮政编码为47140，INSEE市镇编码为47079。

## 政治
多斯所属的省级选区为塞尔地区县。

## 人口

1962-2008年间多斯人口变化图示

多斯于2022年1月1日时的人口数量为537人。